# Sunday Chizoba
Sunday Chizoba Nwadialu (sinh ngày 10 tháng 10 năm 1989) là một cầu thủ bóng đá người Nigeria thi đấu ở vị trí tiền đạo. Hiện tại anh thi đấu cho Abahani Limited (Dhaka).